# Crossocalyx koriakensis
Crossocalyx koriakensis là một loài rêu trong họ Anastrophyllaceae. Loài này được Schljakov mô tả khoa học đầu tiên năm 1978.